# Cupressus cashmeriana
Cupressus cashmeriana o cipresso del Kashmir è una specie di cipresso originario del Bhutan, controverso l'ampliamento della sua zona di origine allo stato indiano dell'Arunachal Pradesh.

## Descrizione

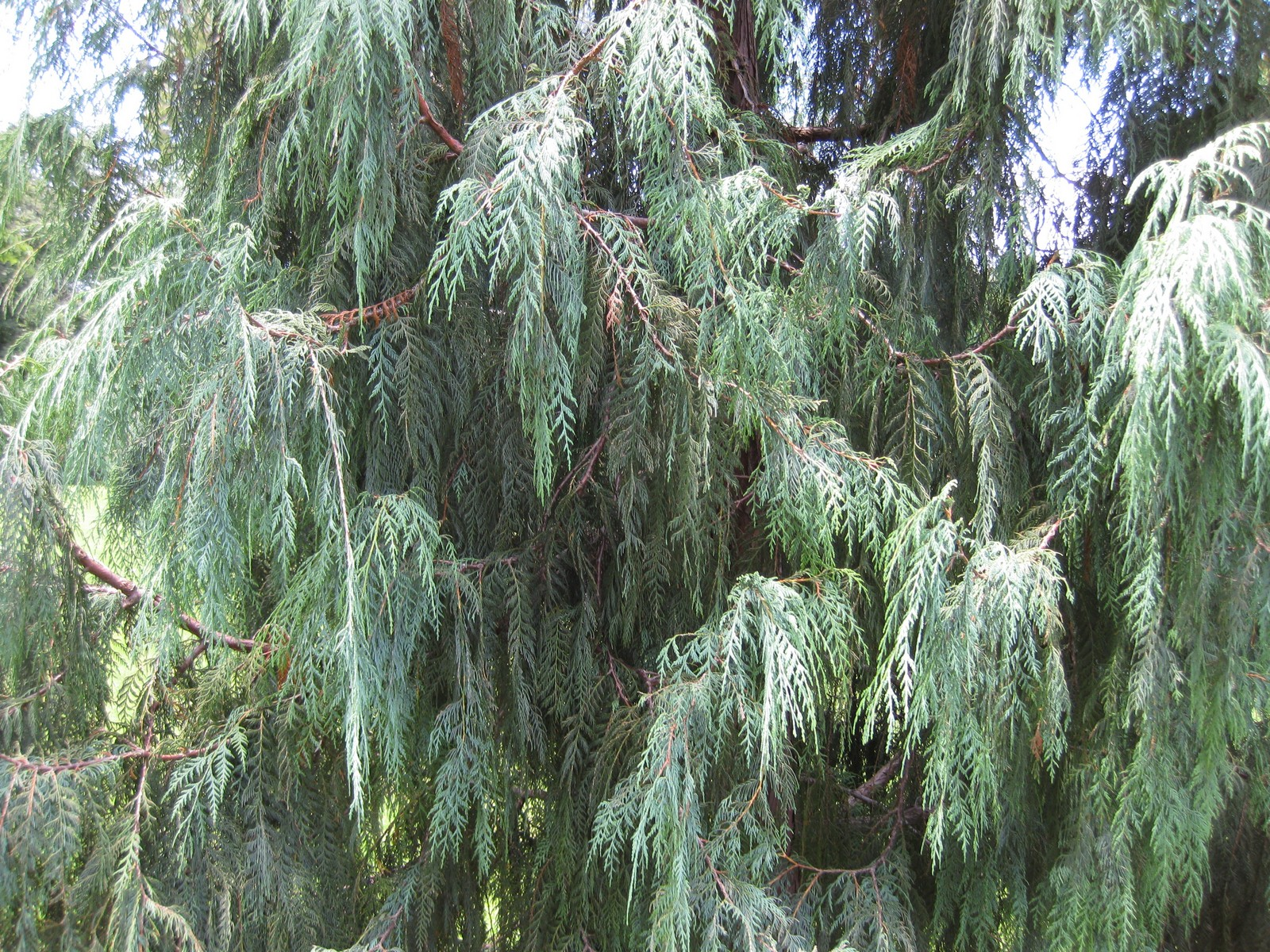
Rami

Il cipresso del Kashmir si presenta come piccolo albero sempreverde che in casi eccezionali può raggiungere altezze fino ai 18 metri. Cresce ad altitudini comprese tra i 1250 e i 2670 m s.l.m
Forma una chioma conica o di forma piramidale composta da rami pendenti, i rami più vecchi (oltre i tre/quattro anni) sono talvolta privi di foglie.